# Juliet Ehimuan
Juliet Ehimuan es una experta en tecnología y empresaria nigeriana que en la actualidad es la directora de Google en Nigeria. En agosto de 2011, fue incluida en la lista de Forbes de las " Las 20 mujeres  poderosas más jóvenes de África".

## Inicio y educación
Nació en Nigeria, Ehimuan se licenció en Ingeniería Informática por la Universidad Obafemi Awolowo de Ile-Ife, con matrícula de honor. A continuación, obtuvo un posgrado en  Ciencias Informáticas en la Universidad de Cambridge (Reino Unido) antes de completar su programa de Maestría en Administración de Empresas (MBA) en la London Business School.

## Carrera
En 1995, Ehimuan comenzó su carrera como supervisora de Control de Rendimiento y Garantía de Calidad en la Shell Petroleum Development Company hasta 1997, cuando dejó la empresa. A continuación, se incorporó a Microsoft UK como directora de programas que supervisó proyectos para las filiales de MSN en Europa, Oriente Medio y África; y después como directora de procesos empresariales para MSN International.
Al dejar Microsoft en 2005, creó una empresa llamada Strategic Insight Consulting Ltd. y más tarde se convirtió en directora general de las Unidades de Negocio Estratégico de Chams Plc. En abril de 2011, fue nombrada directora de Google para Nigeria.

## Premios y reconocimientos
Miembro de la Sociedad de la Commonwealth de Cambridge, las contribuciones de Ehimuan a la tecnología y el espíritu empresarial le han valido varios premios y reconocimientos. Ha recibido la beca Global Women's Scholarship de la London Business School y, durante su estancia en la Universidad de Cambridge, recibió dos premios académicos: Selwyn College Scholar y Malaysian Commonwealth Scholar. En 2012, ganó la "Personalidad Informática del Año" en el Premio Nacional al Mérito Informático 2012.